# Peters Marland
Pour les articles homonymes, voir Peters et Marland.
Peters Marland est un village et une paroisse civile du Devon, situé dans le sud-ouest de l'Angleterre. 